# Selenoribatidae
Selenoribatidae zijn  een familie van mijten. Bij de familie zijn zes geslachten met circa 15 soorten ingedeeld.